# 緊急雇用創出事業
緊急雇用創出事業（きんきゅうこようそうしゅつじぎょう）は、失業者を救済する目的で実施されている事業。ここでは当事業の1つで、今後成長が期待される分野での就職を目指す「重点分野雇用創造事業」についても記載。

## この事業が実施される経緯
もともとこの事業は、長期不況による解雇が多かった都道府県を中心に都道府県庁や市役所、町村役場、委託された民間企業で短期間雇用を行い、後の長期的仕事への就職、ひいては生活の安定につなげることが中心だった。
そんな中、2008年に世界同時不況が発生。大量の解雇者が出ることになり、発生当時にあった麻生内閣のもと、厚生労働省が予算を付けて本格的に行われることになった。ただし、これ以降「緊急雇用創出推進事業」という名称も用いられることになった。
その後、自由民主党から民主党へ政権交代してから、今後の長期雇用にも結び付く「重点分野雇用創造事業」も作られた。

## 仕事の内容

### 緊急雇用創出事業
基本的には都道府県庁、市役所、町村役場（「緊急雇用創出推進事業」実施後は国も加わる）での事務補助と民間企業への委託に二分されるが、まれに特殊資格取得者や同業就職経験者、卒業後3年以内の就職未経験者など、一定の条件が付いた仕事が募集されることもある。

### 重点分野雇用創造事業
基本的には民間企業で、特殊資格を取りながら就職を目指す職種もある。

## 雇用期間
両事業とも期限はあるが、運用の仕方が異なる。

### 緊急雇用創出事業
事業開始当初は都道府県や市町村でまちまちだったが、「緊急雇用創出推進事業」実施直後は一律半年未満で、1回これで就業するとその後に出る当事業の仕事には応募できないことになっていた。ただ、その後雇用期間は原則半年以内、複数回の就業が可能になり、合計1年以内まで緩和された。

### 重点分野雇用創造事業
1年以内。ただし、対象となる特殊資格が取れたら引き続き企業・施設の社員・職員として雇用され、取れなかったら即解雇になる仕事もある。

## 応募資格

### 緊急雇用創出事業
仕事の内容によって異なるが、2009年前半頃までは「失業から3年未満」を条件としていた求人が多く、3年以上の長期失業者からの批判が少なくなかったという。そのため、後に「現在失業中」に緩和され、長期失業者も応募できるようになった。ただし、先述・特殊資格取得者や同業就職経験者、卒業後3年以内の就職未経験者など、一定の条件がつく場合あり。

### 重点分野雇用創造事業
現在失業中の者。ただし、対象となる特殊資格を取ってそのまま雇用される意志がある者が対象になる仕事もある。

## 問題点
両事業とも原則2011年度までの期間限定事業であり、終了時点でも雇用改善が見込まれないと、再び大量の失業者が出てしまうこと。

### 緊急雇用創出事業
- 原則短期間雇用となっているため、期間中から期間終了後の長期的雇用に結びつけるための就職活動を行わなければならないこと（すなわち、該当する雇用が決まったとしても、就職活動を引き続き行わなければならないこと。）。
- 補助的業務がほとんどであり、企業によっては就業経験として認めてくれない可能性があること。

### 重点分野雇用創造事業
- 資格を取って引き続き雇用されることを条件にしている仕事の場合、期間内に資格を取れないと解雇になるだけでなく、今後の就職活動に影響する可能性があること（解雇理由を一身上の都合とみなされる場合がある）[2]。